# Гомперц, Бенджамин
Бенджамин Гомперц (Гомпертц) (англ. Benjamin Gompertz; 1779—1865) — английский математик, статистик и астроном и общественный деятель; член Лондонского королевского общества и Британского королевского астрономического общества.

## Биография
Бенджамин Гомперц родился 5 марта 1779 года в Лондоне, где его отец и дед торговали алмазами. Будучи евреем, он не был допущен в университет и учился самостоятельно. Его математические способности обнаружились в раннем возрасте. Он неоднократно выигрывал призы в математических конкурсах, которые проводились в периодических печатных изданиях. По настоянию отца он стал маклером на Лондонской фондовой бирже.
Несмотря на антисемитские настроения, Гомперц пробил себе дорогу в науку. В 1819 году он был принят в члены Лондонского королевского общества, а в 1821 году стал членом совета Британского королевского астрономического общества.
После смерти единственного сына ушёл с фондовой биржи и стал работать на страховую группу «RSA», которая, во многом благодаря его алгоритмам, стала весьма успешной и существует по настоящее время.
Труды Б. Гомперца, напечатанные преимущественно в «Transactions of Royal Society», относятся главным образом к теории суммирования рядов, исследованию мнимых величин и к наблюдательной астрономии. Широко известен его закон смертности (Распределение Гомпертца), долгое время лежавший в основе страховых вычислений, а также Функция Гомпертца.
Гомперц принимал деятельное участие в еврейских общественных делах и состоял в ряде благотворительных организаций.
Бенджамин Гомперц умер 14 июля 1865 года в родном городе.
Его брат Исаак (1774—1856) посвятил свою жизнь литературе; некоторые из его поэм пользовались в XIX веке довольно большой известностью. Другой брат, Льюис, (1783 или 1784—1865) стал защитником природы, а также приобрёл известность как изобретатель и рационализатор в морском и токарном деле.